# جان نان (ورزشکار)
جان نان (انگلیسی: John Nunn؛ زادهٔ october ۱۲, ۱۹۴۲ (۸۲ سال)) ورزشکار روئینگ اهل ایالات متحده آمریکا است.
وی در مسابقات کشوری و بین‌المللی در مجموع برندهٔ ۱ مدال برنز شده‌است.